# Тунч, Йылмаз
Йылмаз Тунч (тур. Yılmaz Tunç; род. 1 февраля 1971, Ulus, Бартын) — турецкий государственный деятель. Министр юстиции Турции (с 3 июня 2023).

## Биография
Родился 1 февраля 1971 года г. Улус ила Бартын. Окончил юридический факультет Стамбульского университета. Окончил магистратуру Института социальных наук Стамбульского университета в области финансового права.
Работал юристом в Стамбуле, сотрудником Коллегии адвокатов Стамбула.
Являлся председателем совета районного отделения Партии справедливости и развития в районе Пендик Стамбула.
Являлся депутатом Великого национального собрания Турции 23, 24, 25, 26, 27 созывов c 10 августа 2007 по 7 апреля 2023 года.
В парламенте Турции являлся докладчиком, заместителем председателя, председателем комитета юстиции Парламента Турции (2020 — 2022).
Являлся членом Правления Партии справедливости и развития.
Министр юстиции Турции (с 3 июня 2023).
После вступления в должность министра заявил о подготовке новой конституции Турции.
Владеет английским языком.